# Titusville (Floride)
Pour les articles homonymes, voir Titusville.
La ville de Titusville est le siège du comté de Brevard, dans l’État de Floride, aux États-Unis. Sa population s’élevait à 43 761 habitants lors du recensement de 2010, estimée à 46 263 habitants en 2017.

## Histoire
Fondée en 1873, Titusville porte le nom d'un colonel sudiste, Henry Titus, qui s'illustra comme forceur de blocus pendant la guerre de Sécession et s'installa à Titusville après le conflit, y bâtissant le Titus House Hotel. Ancien port d'exportation d'oranges, Titusville dépend étroitement, de nos jours, du Centre spatial Kennedy. Située sur l'autre rive de l'Indian River, la base spatiale emploie en effet 60 % de la population active de la région.
Un mémorial y a été édifié pour le 60e anniversaire du naufrage du Léopoldville.

## Géographie
Titusville est situé entre le canal 27 et 39. Le Titusville Municipal Marina est situé à 1 000 mètres au sud de marqueur 27. En bateau de croisière, Titusville est situé à seulement 30 minutes au nord de Port Canaveral.

## Démographie
| Groupe            | Titusville | Floride | États-Unis |
| ----------------- | ---------- | ------- | ---------- |
| Blancs            | 80,8       | 75,0    | 72,4       |
| Afro-Américains   | 13,5       | 16,0    | 12,6       |
| Métis             | 2,5        | 2,5     | 2,9        |
| Asiatiques        | 1,4        | 2,4     | 4,8        |
| Autres            | 1,3        | 3,6     | 6,2        |
| Amérindiens       | 0,5        | 0,4     | 0,9        |
| Total             | 100        | 100     | 100        |
|                   |            |         |            |
| Latino-Américains | 6,5        | 22,5    | 16,7       |

Selon l'American Community Survey, pour la période 2011-2015, 91,85 % de la population âgée de plus de 5 ans déclare parler l'anglais à la maison, 4,64 % déclare parler l'espagnol, 0,52 % l'allemand, 0,52 % le gujarati et 2,46 % une autre langue.
| 1890 | 1900 | 1910 | 1920  | 1930  | 1940  |
| ---- | ---- | ---- | ----- | ----- | ----- |
| 746  | 756  | 868  | 1 361 | 2 089 | 2 220 |

| 1950  | 1960  | 1970   | 1980   | 1990   | 2000   |
| ----- | ----- | ------ | ------ | ------ | ------ |
| 2 604 | 6 410 | 30 515 | 31 910 | 39 394 | 40 670 |

| 2010   | - | - | - | - | - |
| ------ | - | - | - | - | - |
| 43 761 | - | - | - | - | - |

## Source
- (en) Cet article est partiellement ou en totalité issu de l’article de Wikipédia en anglais intitulé « Titusville, Florida » (voir la liste des auteurs).